# Classic Lorient Agglomération 2023
Classic Lorient Agglomération 2023 war die 25. Austragung dieses Straßenrennens für Frauen, das seit 1999 unter wechselnden Namen rund um Plouay in der Bretagne stattfindet. Das Rennen fand am 2. September statt und war Teil der UCI Women’s WorldTour. Die ausführliche Bezeichnung lautete Classic Lorient Agglomération – Trophée Ceratizit.

## Teilnehmende Mannschaften
| UCI Women's WorldTeams (15)- Canyon-SRAM Racing - Team DSM-Firmenich - EF Education-TIBCO-SVB - FDJ-Suez - Fenix-Deceuninck - Human Powered Health - Israel-Premier Tech Roland - Team Jumbo-Visma - Liv Racing TeqFind - Movistar Team - Team Jayco AlUla - SD Worx - Lidl-Trek - UAE Team ADQ - Uno-X Pro Cycling Team UCI Women's Continental Teams (9)- AG Insurance-Soudal Quick-Step Team - Arkéa Women - Awol O'Shea - Ceratizit-WNT Pro Cycling - Cofidis - Coop-Hitec Products - Laboral Kutxa-Fundacion Euskadi - St Michel-Mavic-Auber93 - Stade rochelais Charente-Maritime |
| |

## Streckenführung
Das Rennen begann und endete in Plouay. Der Parcours durchlief zunächst das Gebiet des Gemeindeverbands Lorient Agglomération, bevor die Fahrerinnen nach Plouay zurückkehrten und zweieinhalb Runden auf einem 11,7 km langen Rundkurs mit den Steigungen von Rostervel und Le Lezot zurücklegten. Der Parcours war damit bis auf kleinere Änderungen im Mittelteil identisch zum Vorjahr. Das Profil war durchaus hüglig, die Steigungen wurden vom Veranstalter mit 2,286 Höhenmetern beziffert.

## Rennverlauf und Ergebnis
Die Ausreißergruppe bestand aus Susanne Andersen, Karolina Kumięga und Franziska Brauße, die bis zu sechseinhalb Minuten Vorsprung erhielten. Brauße musste 75 km vor dem Ziel abreißen lassen, Kumięga 20 km vor dem Ziel, und Andersen wurde zu Beginn der Schlussrunde eingeholt. Gleich darauf attackierte Liane Lippert auf der Côte de Rostervel und gewann 25 Sekunden Vorsprung, musste aber auf der folgenden Côte du Lezot der Anstrengung Tribut zollen. Eine Gruppe von 30 Fahrerinnen erreichte geschlossen das Ziel, wo die im Sprint favorisierte Elisa Balsamo einen Fehler beging und sich einschließen ließ; Mischa Bredewold gewann den Sprint mit einer Radlänge.
| \| Gesamtwertung \| Gesamtwertung \| Gesamtwertung \| Gesamtwertung \| Gesamtwertung \| \| Fahrerin \| Fahrerin \| Land \| Team \| Zeit \| \| ------------- \| ----------------------- \| ---------------------- \| -------------------------- \| --------------- \| \| 1. \| Mischa Bredewold \| Niederlande \| SD Worx \| 4 h 14 min 54 s \| \| 2. \| Marta Lach \| Polen \| Ceratizit-WNT Pro Cycling \| + 0 s \| \| 3. \| Sofia Bertizzolo \| Italien \| UAE Team ADQ \| + 0 s \| \| 4. \| Ruby Roseman-Gannon \| Australien \| Team Jayco AlUla \| + 0 s \| \| 5. \| Juliette Labous \| Frankreich \| Team dsm-firmenich \| + 0 s \| \| 6. \| Christina Schweinberger \| Österreich \| Fenix-Deceuninck \| + 0 s \| \| 7. \| Karlijn Swinkels \| Niederlande \| Team Jumbo-Visma \| + 0 s \| \| 8. \| Églantine Rayer \| Frankreich \| Team dsm-firmenich \| + 0 s \| \| 9. \| Claire Steels \| Vereinigtes Königreich \| Israel-Premier Tech Roland \| + 0 s \| \| 10. \| Elise Chabbey \| Schweiz \| Canyon-SRAM Racing \| + 0 s \| |                         |                        |                            |                 |
| |                         |                        |                            |                 |
| |                         |                        |                            |                 |
| Gesamtwertung |                         |                        |                            |                 |
| Fahrerin | Fahrerin                | Land                   | Team                       | Zeit            |
| 1. | Mischa Bredewold        | Niederlande            | SD Worx                    | 4 h 14 min 54 s |
| 2. | Marta Lach              | Polen                  | Ceratizit-WNT Pro Cycling  | + 0 s           |
| 3. | Sofia Bertizzolo        | Italien                | UAE Team ADQ               | + 0 s           |
| 4. | Ruby Roseman-Gannon     | Australien             | Team Jayco AlUla           | + 0 s           |
| 5. | Juliette Labous         | Frankreich             | Team dsm-firmenich         | + 0 s           |
| 6. | Christina Schweinberger | Österreich             | Fenix-Deceuninck           | + 0 s           |
| 7. | Karlijn Swinkels        | Niederlande            | Team Jumbo-Visma           | + 0 s           |
| 8. | Églantine Rayer         | Frankreich             | Team dsm-firmenich         | + 0 s           |
| 9. | Claire Steels           | Vereinigtes Königreich | Israel-Premier Tech Roland | + 0 s           |
| 10. | Elise Chabbey           | Schweiz                | Canyon-SRAM Racing         | + 0 s           |